# Agabus mandsuricus
Agabus mandsuricus là một loài bọ cánh cứng trong họ Bọ nước. Loài này được Guignot miêu tả khoa học năm 1956.